# Basketball Champions League Américas 2020–21
A Champions League Américas 2020–21 foi a segunda edição da Basketball Champions League Américas, torneio de clubes de basquete masculino organizado pela FIBA Américas.

## Fórmula de disputa
Devido à pandemia de COVID-19, a fómula de disputa foi modificada em relação à temporada anterior. Inicialmente, as 12 equipes participantes foram divididas em quatro grupos com três integrantes cada, onde jogariam entre si em três datas estabelecidas, totalizando seis jogos para cada equipe. O primeiro colocado de cada chave avançaria ao Final Four, onde seria disputado as semifinais e por fim a decisão.
No entanto, durante a competição o regulamento foi modificado. Os dois melhores dos quatro grupos da competição (A, B, C e D) se classificam para a próxima fase e, uma vez classificados, um sorteio será realizado para determinar os jogos das quartas de final (1º de um grupo contra o 2º do outro) e das fases subsequentes. Todos os confrontos dos playoffs serão decididos em jogo único.

## Transmissões
As transmissões são feitas pelo serviço de streaming DAZN (Brasil), pelo DirecTV (Argentina, Uruguai, Chile, Colômbia, Equador, Paraguai, Bolívia e Peru) e no YouTube (demais países).

## Equipes participantes
Inicialmente foram confirmadas como participantes Quimsa, San Lorenzo e Instituto (Argentina), Flamengo, Franca e São Paulo (Brasil), Aguada e Peñarol (Uruguai), CD Valdivia (Chile), Real Estelí (Nicarágua), Titanes de Barranquilla (Colômbia) e Caballos de Coclé (Panamá). Alegando problemas financeiras, o Valdivia abriu mão da sua participação, sendo substituído pelo compatriota Universidad de Concepción. Devido à situação sanitária e às restrições em vigor no Uruguai por causa da pandemia de COVID-19, Aguada e Peñarol não puderam participar do torneio, dando lugar a Obras Sanitarias (ARG) e Minas TC (Brasil), respectivamente.
| País      | Equipes                   |
| --------- | ------------------------- |
| Argentina | Instituto de Córdoba      |
| Argentina | Obras Sanitarias          |
| Argentina | Quimsa                    |
| Argentina | San Lorenzo               |
| Brasil    | Flamengo                  |
| Brasil    | Franca                    |
| Brasil    | Minas                     |
| Brasil    | São Paulo                 |
| Chile     | Universidad de Concepción |
| Colômbia  | Titanes de Barranquilla   |
| Nicarágua | Real Estelí               |
| Panamá    | Caballos de Coclé         |

## Playoffs
Após os imprevistos da fase inicial causados pela pandemia, a organização anunciou a cidade de Manágua, na Nicarágua, como sede dos playoffs. No cronograma, os jogos foram programados para acontecer entre 10 e 13 de abril, todos no ginásio Polideportivo Alexis Argüello. O sorteio para definir o chaveamento foi realizado no dia 5 de abril.

### Quartas de final
San Lorenzo e São Paulo protagonizaram a primeira partida dos playoffs. O confronto entre argentinos e brasileiros apresentou uma predominância defensiva de ambas as equipes durante o primeiro quarto. Por conseguinte, o placar ficou equilibrado. Apesar disso, o São Paulo conseguiu abrir uma vantagem de quatro pontos após uma cesta de três de Lucas Mariano; contudo, o adversário reverteu a desvantagem e o período terminou empatado em 21 a 21. O San Lorenzo, inclusive, venceu o primeiro tempo por 42 a 38. Após o intervalo, a equipe brasileira esboçou uma reação com uma sequência de oito pontos de vantagem sobre o adversário, que novamente reagiu e retomou a liderança no marcador. Este contexto voltou a se repetir no último quarto, com o São Paulo triunfando por 64 a 59. Faltando menos de um minuto, o San Lorenzo igualou o marcador após converter um arremesso de três pontos. Faltando 26 segundos, Georginho fez uma jogada individual que deu a liderança do marcador. A equipe argentina ainda teve a última tentativa para empatar, mas errou a cesta.
Poucas horas depois, o Flamengo venceu o Caballos de Coclé por uma vantagem de quinze pontos. No início do jogo, os brasileiros neutralizaram o adversário panamenho, contando com um bom desempenho de Marquinhos Vieira nos arremessos de três pontos. O primeiro período terminou com vitória do Flamengo por 21 a 8. Contudo, Rivera foi responsável pela recuperação do Caballos de Coclé no segundo período, quando os panamenhos se organizaram no jogo e diminuíram a vantagem para nove pontos. Após o intervalo, o contexto permaneceu o mesmo, com o placar sendo reduzido pelo Caballos de Coclé. Porém, Marquinhos mudou o jogo e sua boa atuação fez com que o Flamengo permanecesse na liderança do placar. Já o terceiro jogo das quartas de final ficou marcado pelo desequilíbrio, com a vitória do Minas sobre o atual campeão Quimsa por 27 pontos de diferença. O jogo começou com as duas equipes apresentando um ruim rendimento ofensivo. O clube brasileiro, no entanto, melhorou no segundo período, enquanto o ataque dos argentinos continuou apático. Depois disso, o Minas administrou o placar nos dois últimos períodos.
| 10 de abril 11:40 (UTC−6) | Relatório | San Lorenzo                                            | 75–78 | São Paulo                                                                   |  | Polideportivo Alexis Argüello, Manágua Árbitros: PUR Jorge Vazquez COL Carlos Andres Velez Londono PAR Nicolas Daniel Flores Avalos |  |
| 10 de abril 11:40 (UTC−6) | Relatório | Placar por quarto: 21–21, 21–17, 17–18, 16–22          |       |                                                                             |  | Polideportivo Alexis Argüello, Manágua Árbitros: PUR Jorge Vazquez COL Carlos Andres Velez Londono PAR Nicolas Daniel Flores Avalos |  |
| 10 de abril 11:40 (UTC−6) | Relatório | Pts: Vildoza (16) Rbts: Piñero (8) Asts: Fjellerup (3) |       | Pts: Georginho de Paula (20) Rbts: Bennett (8) Asts: Georginho de Paula (6) |  | Polideportivo Alexis Argüello, Manágua Árbitros: PUR Jorge Vazquez COL Carlos Andres Velez Londono PAR Nicolas Daniel Flores Avalos |  |

| 10 de abril 14:10 (UTC−6) | Relatório | Flamengo                                                      | 74–59 | Caballos de Coclé                                                 |  | Polideportivo Alexis Argüello, Manágua Árbitros: URU Andrés Gaston Bartel Maina ARG Leonardo Damian Zalazar ECU Kristian Paez Arteaga |  |
| 10 de abril 14:10 (UTC−6) | Relatório | Placar por quarto: 21–8, 14–18, 18–16, 21–17                  |       |                                                                   |  | Polideportivo Alexis Argüello, Manágua Árbitros: URU Andrés Gaston Bartel Maina ARG Leonardo Damian Zalazar ECU Kristian Paez Arteaga |  |
| 10 de abril 14:10 (UTC−6) | Relatório | Pts: Martinez (14) Rbts: Marquinhos Vieira (8) Asts: Yago (9) |       | Pts: Parker Rivera (13) Rbts: Parker Rivera (9) Asts: Oglivie (3) |  | Polideportivo Alexis Argüello, Manágua Árbitros: URU Andrés Gaston Bartel Maina ARG Leonardo Damian Zalazar ECU Kristian Paez Arteaga |  |

| 10 de abril 16:40 (UTC−6) | Relatório | Quimsa                                              | 60–87 | Minas                                                                |  | Polideportivo Alexis Argüello, Manágua Árbitros: ECU Carlos Andres Peralta Ortega PAN Julio Cesar Anaya Freile URU Gonzalo Salgueiro Martin |  |
| 10 de abril 16:40 (UTC−6) | Relatório | Placar por quarto: 11–17, 14–30, 22–22, 13–18       |       |                                                                      |  | Polideportivo Alexis Argüello, Manágua Árbitros: ECU Carlos Andres Peralta Ortega PAN Julio Cesar Anaya Freile URU Gonzalo Salgueiro Martin |  |
| 10 de abril 16:40 (UTC−6) | Relatório | Pts: Romero (16) Rbts: Romero (9) Asts: Baralle (3) |       | Pts: David Jackson (20) Rbts: JP Batista (7) Asts: David Jackson (5) |  | Polideportivo Alexis Argüello, Manágua Árbitros: ECU Carlos Andres Peralta Ortega PAN Julio Cesar Anaya Freile URU Gonzalo Salgueiro Martin |  |

| 10 de abril 19:10 (UTC−6) | Relatório | Real Estelí                                      | 94–73 | Franca                                                                |  | Polideportivo Alexis Argüello, Manágua Árbitros: PUR Roberto Vazquez PUR Alexis Mercado Pacheco ARG Virginia Soledad Peruchini |  |
| 10 de abril 19:10 (UTC−6) | Relatório | Placar por quarto: 23–15, 17–18, 23–21, 31–19    |       |                                                                       |  | Polideportivo Alexis Argüello, Manágua Árbitros: PUR Roberto Vazquez PUR Alexis Mercado Pacheco ARG Virginia Soledad Peruchini |  |
| 10 de abril 19:10 (UTC−6) | Relatório | Pts: Ruiz (28) Rbts: Mojica (10) Asts: Jesus (4) |       | Pts: Guilherme Hubner (18) Rbts: Guilherme Hubner (11) Asts: Elio (7) |  | Polideportivo Alexis Argüello, Manágua Árbitros: PUR Roberto Vazquez PUR Alexis Mercado Pacheco ARG Virginia Soledad Peruchini |  |

### Semifinais
| 11 de abril 11:40 (UTC−6) | Relatório | São Paulo                     | 66–75 | Flamengo |  | Polideportivo Alexis Argüello, Manágua |  |
| 11 de abril 11:40 (UTC−6) | Relatório | Placar por quarto: –, –, –, – |       |          |  | Polideportivo Alexis Argüello, Manágua |  |

| 11 de abril 11:40 (UTC−6) | Relatório | Minas                         | 95–98 | Real Estelí |  | Polideportivo Alexis Argüello, Manágua |  |
| 11 de abril 11:40 (UTC−6) | Relatório | Placar por quarto: –, –, –, – |       |             |  | Polideportivo Alexis Argüello, Manágua |  |

### Terceiro lugar
| 13 de abril 11:40 (UTC−6) | Relatório | São Paulo                     | 58–75 | Minas |  | Polideportivo Alexis Argüello, Manágua |  |
| 13 de abril 11:40 (UTC−6) | Relatório | Placar por quarto: –, –, –, – |       |       |  | Polideportivo Alexis Argüello, Manágua |  |

### Final
| 13 de abril 11:40 (UTC−6) | Relatório | Flamengo                                      | 84–80 | Real Estelí |  | Polideportivo Alexis Argüello, Manágua |  |
| 13 de abril 11:40 (UTC−6) | Relatório | Placar por quarto: 24–25, 20–12, 23–23, 17–20 |       |             |  | Polideportivo Alexis Argüello, Manágua |  |

| Flamengo | Real Estelí |

| Flamengo: Yago, Marquinhos, Rafael Hettsheimeir, Luke Martinez e Leo Demétrio. Entraram: Rafa Mineiro, Diego Figueiredo e Jhonatan dos Santos. Técnico: Gustavo De Conti. | Real Estelí: Jerzeel de Jesus, Bartel Lopez, Renaldo Balkman, Alexander Franklin e Javier Mojica. Entraram: Jared Ruiz, Jeleel Akindele, Sharlon Hodgson e Dalton Cacho. Técnico: David Rosario. |

### Chaveamento
|  | Quartas de final      | Quartas de final      |                       |           | Semifinais     | Semifinais     |  |  | Final                 | Final |
|  |                       |                       |                       |           |                |                |  |  |                       |       |
|  | Manágua - 10 de abril |                       |                       |           |                |                |  |  |                       |       |
|  |                       |                       |                       |           |                |                |  |  |                       |       |
|  | San Lorenzo           | 75                    |                       |           |                |                |  |  |                       |       |
|  | San Lorenzo           | 75                    | Manágua - 11 de abril |           |                |                |  |  |                       |       |
|  | São Paulo             | 78                    |                       |           |                |                |  |  |                       |       |
|  | São Paulo             | 78                    | São Paulo             | 66        |                |                |  |  |                       |       |
|  | Manágua - 10 de abril |                       | São Paulo             | 66        |                |                |  |  |                       |       |
|  |                       | Flamengo              | 75                    |           |                |                |  |  |                       |       |
|  | Flamengo              | Flamengo              | 75                    | 74        |                |                |  |  |                       |       |
|  | Flamengo              |                       | Manágua - 13 de abril | 74        |                |                |  |  |                       |       |
|  | Caballos de Coclé     | 59                    |                       |           |                |                |  |  |                       |       |
|  | Caballos de Coclé     | 59                    | Flamengo              | 84        |                |                |  |  |                       |       |
|  | Manágua - 10 de abril |                       | Flamengo              | 84        |                |                |  |  |                       |       |
|  |                       | Real Estelí           | 80                    |           |                |                |  |  |                       |       |
|  | Quimsa                | Real Estelí           | 80                    | 60        |                |                |  |  |                       |       |
|  | Quimsa                | Manágua - 11 de abril |                       | 60        |                |                |  |  |                       |       |
|  | Minas                 | 87                    |                       |           |                |                |  |  |                       |       |
|  | Minas                 | 87                    | Minas                 | 95        | Terceiro lugar | Terceiro lugar |  |  |                       |       |
|  | Manágua - 10 de abril |                       | Minas                 | 95        | Terceiro lugar | Terceiro lugar |  |  |                       |       |
|  |                       | Real Estelí           | 98                    |           |                |                |  |  |                       |       |
|  | Real Estelí           | Real Estelí           | 98                    | 94        | Minas          | 75             |  |  |                       |       |
|  | Real Estelí           |                       |                       | 94        | Minas          | 75             |  |  |                       |       |
|  | Franca                | 73                    |                       | São Paulo | 58             |                |  |  |                       |       |
|  | Franca                | 73                    |                       |           | 58             |                |  |  |                       |       |
|  |                       |                       |                       |           |                |                |  |  | Manágua - 13 de abril |       |
|  |                       |                       |                       |           |                |                |  |  |                       |       |